# Ото II фон Липе
Ото II фон Липе (на немски: Otto II von Lippe; † 21 юни 1259) от фамилията Липе, е от 1247 до 1259 г. 28. епископ на Мюнстер.

## Биография
Той е третият син на Херман II фон Липе († 1229) и съпругата му графиня Ода фон Текленбург (1180 – 1221), дъщеря на граф Симон фон Текленбург и на графиня Ода фон Берг-Алтена. Брат е на Бернхард III (1194 – 1265) и Симон I, епископ на Падерборн (1196 – 1277). Племенник е на Герхард II, архиепископ на Бремен (1219 – 1258).
Ото е каноник в катедралата на Бремен. През 1247 г. е избран за епископ на Мюнстер. Погребан е в Св. Паулусдом.